# Miechowice (gmina)

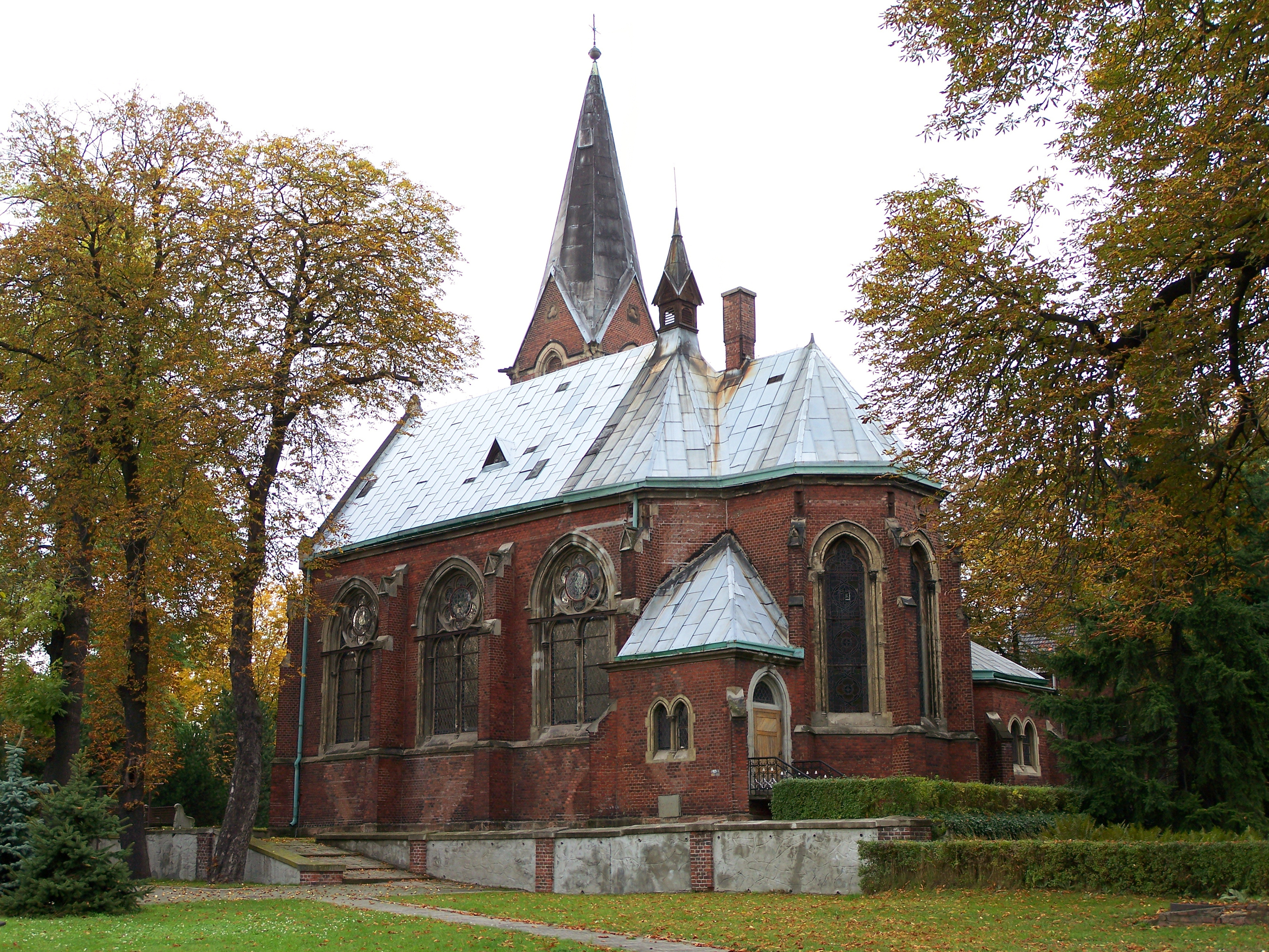
Kościół w Miechowicach

Miechowice – dawna gmina wiejska istniejąca w latach 1945–1951 w woj. śląskim (śląsko-dąbrowskim) i katowickim (dzisiejsze woj. śląskie). Siedzibą władz gminy były Miechowice (obecnie dzielnica Bytomia).
Gmina zbiorowa Miechowice powstała po II wojnie światowej (w grudniu 1945) w powiecie bytomskim na terenie tzw. Ziem Odzyskanych (tzw. I okręg administracyjny – Śląsk Opolski), powierzonym 18 marca 1945 administracji wojewody śląskiego, a z dniem 28 czerwca 1946 przyłączonym do woj. śląskiego (śląsko-dąbrowskiego).
Według stanu z 1 stycznia 1946 gmina składała się z samej siedziby i przez to nie była podzielona na gromady. 6 lipca 1950 zmieniono nazwę woj. śląskiego na katowickie. W związku z likwidacją powiatu bytomskiego 1 kwietnia 1951 gmina Miechowice została zniesiona, a jej obszar włączony do Bytomia.